# Omega Lupi
Omega Lupi (ω Lupi, ω Lup) è un sistema stellare situato nella costellazione del Lupo. Tale sistema, composto da due stelle, così come altre stelle della costellazione del Lupo, è un membro dell'associazione stellare Scorpius-Centaurus, e più precisamente del sottogruppo Centauro superiore-Lupo. Situato a circa 360 anni luce dal sistema solare, come calcolato dalla parallasse misurata da Hipparcos, la sua magnitudine apparente pari a +4,33 fa sì che questo sistema sia visibile a occhio nudo nell'emisfero australe, apparendo come una stella rossa poco a sud di Gamma Lupi.

## Caratteristiche del sistema
Le due componenti del sistema, chiamate Omega Lupi A e Omega Lupi B, sono separate da una distanza angolare pari, nel 2007, a 11,4 arcosecondi con un angolo di posizione di 29°, e formano probabilmente una stella binaria visuale.

La componente principale, Upsilon Lupi A, avente una magnitudine apparente di 4,48, è una gigante rossa di classe spettrale K4.5 e classe di luminosità III, il cui diametro angolare, misurato in 3,39±0,04 mas lascia supporre abbia un raggio pari a 40 volte quello del Sole.
Omega Lupi B, invece, risulta molto meno luminosa, con una magnitudine apparente di 11,0.